# Sân bay Ohrid
Sân bay Ohrid  (IATA: OHD, ICAO: LWOH) (tiếng Macedonia: Аеродром Охрид, Aerodrom Ohrid), hay Sân bay Ohrid St. Paul the Apostle (tiếng Macedonia: Аеродром Охрид "Св. Апостол Павле", Aerodrom Ohrid "Sv. Apostol Pavle"), là một sân bay ở Ohrid, Cộng hòa Macedonia. Sân bay này có cự ly/tọa lạc 9 km (6 mi) so với Ohrid, dọc theo tuyến đường Struga-Kičevo-Skopje.

## Các hãng hàng không và tuyến bay
Các hãng sau đang hoạt động tại sân bay Ohrid (tháng 5 năm 2009):
| Hãng hàng không                 | Tuyến bay                                                                                            |
| ------------------------------- | --- |
| Adria Airways                   | Ljubljana                                                                                            |
| Helvetic Airways                | Zurich                                                                                               |
| Jat Airways                     | Belgrade, Skopje                                                                                     |
| Macedonian Airlines             | Skopje, Vienna, Zurich (All Flights Suspended until further notice) code share with JAT now in place |
| Sun D'Or International Airlines | Tel Aviv                                                                                             |